# 遠田郡
遠田郡（日语：／ Tōda gun */?）是位于宮城縣的一郡。人口45,471人、面積157.14km²（2006年）。
現轄有以下2町。
- 涌谷町
- 美里町